# Wattignies
Wattignies är en kommun i departementet Nord i regionen Hauts-de-France i norra Frankrike. Kommunen ligger i kantonen Seclin-Nord som tillhör arrondissementet Lille. År 2022 hade Wattignies 15 756 invånare.

## Befolkningsutveckling
Antalet invånare i kommunen Wattignies
| Referens: INSEE |